# Damià (paracemomen)
Damià (grec medieval: Δαμιανός, Damianós) fou un eunuc i alt funcionari de l'Imperi Romà d'Orient durant el regnat de l'emperador Miquel III. Era el paracemomen (camarlenc en cap) de l'emperador.

## Biografia
Teòfanes continuat relata que Damià era un eunuc d'orígens eslaus. Ocupà l'influent càrrec de paracemomen (camarlenc en cap) amb la dignitat de patrici durant el regnat de Miquel III (r. 842-867) i, possiblement, segons la Pàtria de Constantinoble, ja sota Teòfil, pare i predecessor de Miquel III (r. 829-842). El bizantinista Henri Grégoire suggerí que Damià podria ser l'almirall romà d'Orient que les fonts àrabs anomenen «Ibn Qatuna», que encapçalà el saqueig de Damiata del 853. Aquesta teoria es basa en la interpretació d'aquest nom com una arabització del títol epi tu kitonos ('camarlenc').
Era un dels alts funcionaris oposats a Teoctist, el poderós ministre que concentrà el poder en les seves mans durant la primera meitat del regnat de Miquel. Tingué un paper clau en la tornada de Bardes, oncle de Miquel, del seu exili, que culminà en la mort de Teoctist i la presa de control sobre els afers d'estat per Bardes el 855. Tanmateix, el 865 renyí amb Bardes, que començà a maquinar contra ell fins que convencé Miquel de destituir i tonsurar Damià. El seu successor fou Basili el Macedoni, futur fundador de la dinastia macedònia.
Damià es retirà a l'església del palau del districte de Sant Mamas. Segons la Pàtria, també construí un monestir que fou conegut pel seu nom.